# Aloe pubescens
Aloe pubescens é uma espécie de liliopsida do gênero Aloe, pertencente à família Asphodelaceae.